# Модрино Село
Модрино Село је насељено мјесто у општини Кистање, у сјеверној Далмацији, у Шибенско-книнској жупанији, Хрватска. Према попису становништва из 2011. године у насељу је живело 47 становника. Према прелиминарним подацима са последњег пописа 2021. године у месту је живело 23 становника.

## Географија
Модрино Село се налази око 10 км сјеверозападно од Кистања.

## Историја
Модрино Село се од распада Југославије до августа 1995. године налазило у Републици Српској Крајини. До територијалне реорганизације у Хрватској насеље се налазило у саставу бивше велике општине Книн.

## Становништво
Према попису из 1991. године, Модрино Село је имало 337 становника, од чега 336 Срба и 1 осталог. Према попису становништва из 2001. године, Модрино Село је имало 28 становника. Модрино Село је према попису из 2011. године имало 47 становника и било је углавном насељено Србима повратницима.
| Национални састав према попису из 1991.‍ | Национални састав према попису из 1991.‍ | Национални састав према попису из 1991.‍ | Национални састав према попису из 1991.‍ | Национални састав према попису из 1991.‍ |
| --------------------------------------- | --------------------------------------- | --------------------------------------- | --------------------------------------- | --------------------------------------- |
|                                         |                                         |                                         |                                         |                                         |
| Срби                                    | Срби                                    |                                         | 336                                     | 99,70%                                  |
| Црногорци                               | Црногорци                               |                                         | 1                                       | 0,29%                                   |
| укупно: 337                             |                                         |                                         |                                         |                                         |

| Националност       | 1991. | 1981. | 1971. | 1961. |
| Срби               | 336   | 327   | 451   | 496   |
| Југословени        |       | 26    |       |       |
| Хрвати             |       |       | 1     | 7     |
| Црногорци          |       | 1     |       |       |
| остали и непознато | 1     | 39    | 3     |       |
| Укупно             | 337   | 393   | 455   | 503   |

| Демографија | Демографија | Демографија |
| Година      | Становника  | Становника  |
| ----------- | ----------- | ----------- |
| 1961.       | 503         |             |
| 1971.       | 455         |             |
| 1981.       | 393         |             |
| 1991.       | 337         |             |
| 2001.       | 28          |             |
| 2011.       | 47          |             |

### Родови
У Модрином Селу су до 1995. године живели родови:
Православци
- Вејновићи, славе Св. Василија
- Деспоти, славе Св. Јована
- Жежељи, славе Ђурђевдан
- Ковачевићи, славе Св. Стефана Дечанског
- Колунџићи, славе Св. Николу
- Кресовићи, славе Св. Николу и Ђурђевдан
- Милијаши, славе Св. Андреја
- Тинтори, славе Св. Козму и Дамјана
- Црнобрње, славе Св. Николу